# Zhangguangcai Ling
Zhangguangcai Ling (kinesiska: 张广才岭) är en bergskedja i Kina. Den ligger i den nordöstra delen av landet, 1 000 km öster om huvudstaden Peking.